# Драгунское (Белгородский район)
Драгунское — село в Белгородском районе Белгородской области. Входит в состав Пушкарского сельского поселения.

## География
Село расположено недалеко от районного центра — Майского.
Часовой пояс
Село Драгунское как и вся Белгородская область, находится в часовой зоне МСК (московское время). Смещение применяемого времени относительно UTC составляет +3:00.

## Население
| 2002 | 2010 | 2021  |
| ---- | ---- | ----- |
| 656  | ↗761 | ↗1603 |